# Dichapetalum virchowii
Dichapetalum virchowii är en tvåhjärtbladig växtart som beskrevs av Adolf Engler. Dichapetalum virchowii ingår i släktet Dichapetalum och familjen Dichapetalaceae. Inga underarter finns listade i Catalogue of Life.